# Modelo multinivel
Los modelos multinivel (también modelos lineales jerárquicos, modelos mixtos lineales generalizados, modelos anidados, modelos mixtos, coeficiente aleatorio, modelos de efectos aleatorios, modelos de parámetros aleatorios) son modelos estadísticos de parámetros que varían en más de un nivel. Estos modelos pueden ser vistos como generalizaciones de modelos lineales, aunque también pueden extender los modelos no lineales. Aunque no son nuevos, se han hecho más populares con el crecimiento del poder computacional y la disponibilidad de software.
Por ejemplo, en investigación en educación se podría requerir medir el rendimiento en escuelas que utilizan un método de aprendizaje contra escuelas que usan un método diferente. Sería un error analizar estos datos pensando que los estudiantes son muestras aleatorias simples de la población de estudiantes que aprenden bajo un método particular. Los alumnos son agrupados en clases (cursos), los cuales a su vez son agrupados en escuelas. El desempeño de los estudiantes dentro de una clase están correlacionados, como el desempeño de los estudiantes dentro de la misma escuela. Estas correlaciones deben ser representadas en el análisis para la correcta inferencia obtenida por el experimento.

## Usos de los modelos multinivel
Los modelos multinivel han sido usados en educación, para estimar separadamente la varianza entre alumnos de una misma escuela, y la varianza entre escuelas. En aplicaciones psicológicas, los múltiples niveles podrían ser preguntas en un cuestionario, individuos y familias. Diferentes covariables pueden ser relevantes en diferentes niveles. Estos modelos pueden ser usados en estudios longitudinales, como estudios de crecimiento, para separar cambios en un individuo y diferencias entre los individuos.

## Aplicaciones a datos longitudinales (medidas repetidas)
Los modelos multinivel pueden ser usados para modelar el cambio sobre el tiempo en una variable de interés. Una función de cambio total es ajustada a la muestra completa y los parámetros pueden variar. Por ejemplo, en un estudio analizando el crecimiento del ingreso contra edad, los individuos pueden asumirse a mostrar un crecimiento positivo sobre el tiempo. El intercepto y la pendiente pueden permitirse variar en los individuos. Los modelos más simples asumen que el efecto del tiempo es lineal. Modelos polinomiales pueden ser especificados para permitir efectos cuadráticos o cúbicos en el tiempo. Los modelos no lineales en sus parámetros pueden también ser ajustados en softwares especiales. Los modelos no lineales podrían ser más apropiados para representar varias funciones de crecimiento donde asíntotas representan límites en el rango de posibles valores. Estos modelos también pueden incorporar tiempo constante o covariables variando en el tiempo como predictores.

## Software
- Software Millenium
- HLM
- SAS's PROC MIXED function
- MLwiN
- aML
- R's lme4 package (Free - Open Source)